# Margaret Buckingham
Pour les articles homonymes, voir Buckingham.
Margaret Buckingham, née le 2 mars 1945 à Romsey, au Royaume-Uni, est une biologiste moléculaire franco-britannique. Ses travaux portent sur la biologie du développement, et notamment sur le rôle des gènes dans les mécanismes de différenciation cellulaire. Membre de l'Académie des sciences depuis 2005, elle est récompensée en 2013 par la médaille d'or du CNRS.

## Biographie
Margaret Buckingham est née le 2 mars 1945. Elle a suivi ses études en Écosse et à l’université d’Oxford où elle a obtenu des diplômes de B.A., M.A. et de doctorat (D. Phil.) en biochimie. En tant que postdoc, elle a rejoint l’unité de François Gros à l’Institut Pasteur à Paris où elle a poursuivi ensuite sa carrière scientifique. Elle entre au CNRS en 1975, où elle devient directrice de recherche en 1981. Elle est nommée professeur de l'Institut Pasteur en 1992. Elle est récompensée en 2013 par la médaille d'or du CNRS,,. Elle fut la troisième femme à obtenir ce prix.
Elle est actuellement professeur honoraire à l’Institut Pasteur et directeur de recherche émérite au CNRS. Elle est membre du conseil scientifique de l’ERC et préside le comité du prix de la Fondation Lefoulon-Delalande pour la recherche cardiovasculaire. Elle est membre étranger honoraire de la Royal Society of /suivi ses études London/Edinburgh et associée étrangère de la National Academy of Sciences of the USA. Elle est également membre de l’EMBO et de l’Academia Europaea. Elle a la double nationalité française et britannique, et est mariée avec 3 enfants.

## Apports scientifiques
Margaret Buckingham est une biologiste du développement qui s’intéresse à la façon dont des cellules naïves et multipotentes acquièrent une spécificité tissulaire pendant l’embryogenèse. Elle a étudié à la fois la formation du muscle du squelette et du cœur, en utilisant les outils de la génétique moléculaire chez la souris pour caractériser le comportement cellulaire et identifier les gènes régulant le choix du destin cellulaire. Sa contribution est considérée comme majeure par la communauté du développement musculaire, notamment Nicole Le Douarin a déclaré : « le laboratoire de Margaret Buckingham figure dans le top mondial des meilleures équipes qui étudient le développement du muscle ». 
À partir de recherches pionnières sur l’expression in vivo, la structure et la régulation des gènes musculaires, elle et son équipe ont procédé à l’étude des facteurs myogéniques, montrant que le facteur de transcription Myf5 (en) est présent avant MyoD chez l’embryon et que, en l’absence de Myf5 et Mrf4, les cellules ne forment pas de muscle squelettique mais adoptent d’autres destins mésodermaux. La caractérisation des séquences activatrices de Myf5 a révélé le rôle direct de Pax3 dans leur fonction transcriptionnelle aux différents sites de myogenèse. À partir des cribles génétiques, ils ont isolé d’autres cibles de Pax3, en démontrant le rôle central de Pax3 dans le réseau de régulation génétique qui conduit au commencement de la myogenèse chez l’embryon,. Ils ont découvert une population de cellules progénitrices, exprimant Pax3 et Pax7, qui sont essentielles pour la formation du muscle fœtal et ont démontré que les cellules satellites Pax-positives, associées avec des fibres adultes, constituent des cellules souches pour la régénération du muscle. Ils ont identifié les gènes, dont Pitx2/3, qui modulent le comportement de ces cellules et ont démontré que l’ARN messager Myf5, déjà présent dans les cellules satellites quiescentes est séquestré jusqu’à l’activation de ces cellules après la blessure du muscle.
Sa contribution majeure à la cardiogenèse est l’identification du deuxième champ cardiaque (SHF) comme source importante de cellules progénitrices formant les parties spécifiques du cœur,. Le comportement de ces cellules est contrôlé par les réseaux de régulation génétique et les voies de signalisation, illustrés par le gène FGF10. L’analyse clonale rétrospective a approfondi leur travail sur le SHF, en établissant un arbre de lignage du myocarde ; le deuxième lignage définit la contribution du SHF tandis que le premier lignage est à l’origine de tout le myocarde du ventricule gauche. Cette analyse a révélé les relations clonales entre les différents sous-lignages contribuant à la fois au muscle cardiaque des pôles du cœur et aux muscles de squelette antérieurs, qui ne sont pas régulés par Pax3,. En plus de son importance conceptuelle pour la cardiogenèse, ce travail a aussi des implications biomédicales pour les malformations cardiaques congénitales.

## Prix et distinctions
- 1979 : membre de l'Organisation européenne de biologie moléculaire (EMBO).
- 1990 : prix Jaffé de l'Académie des sciences.
- 1998 : membre de l'Académie Europaea[23].
- 1998 : Médaille d'argent du CNRS[24].
- 2002 :  Chevalière de la Légion d'honneur.
- 2005 : membre de l'Académie des sciences[25].
- 2008 :  Officière de l'ordre national du Mérite[2].
- 2010 : prix de l'American Society for Developmental Biology.
- 2013 : médaille d'or du CNRS[4].
- 2013 :  Commandeure de l'ordre national du Mérite[26].
- 2018 :  Commandeure de la Légion d'honneur[27].
- 2023 :  Grande officière de la Légion d'honneur[28].